# Чемпионат Европы по лёгкой атлетике 2024 — бег на 10 000 метров (женщины)
Соревнования по бегу на 10 000 метров у женщин на чемпионате Европы по лёгкой атлетике 2024 года прошли 11 июня в Риме (Италия) на Олимпийском стадионе.
Действующей чемпионкой Европы в беге на 10 000 метров являлась Ясемин Джан из Турции. Она не защищала свой титул.

## Призёры
| Золото                  | Серебро                 | Бронза                   |
| Надя Баттоклетти Италия | Диана ван Эс Нидерланды | Меган Кит Великобритания |

## Рекорды
До начала соревнований действующими были следующие рекорды.
| Мировой рекорд                   | Беатрис Чебет Кения          | 28:54.14 | Юджин (США)               | 25 мая 2024    |
| Рекорд Европы                    | Сифан Хассан Нидерланды      | 29:06.82 | Хенгело (Нидерланды)      | 6 июня 2021    |
| Рекорд чемпионатов Европы        | Пола Рэдклифф Великобритания | 30:01.09 | Мюнхен (Германия)         | 6 августа 2002 |
| Лучший результат сезона в мире   | Беатрис Чебет Кения          | 28:54.14 | Юджин (США)               | 25 мая 2024    |
| Лучший результат сезона в Европе | Меган Кит Великобритания     | 30:36.84 | Сан-Хуан-Капистрано (США) | 16 марта 2024  |

## Отбор на чемпионат Европы
Отборочный норматив — 33:00.00. Для участия в чемпионате Европы спортсменки должны были выполнить его в период с 27 ноября 2022 года по 26 мая 2024 года. Также к выполненному нормативу приравнивалось попадание в тройку призёров Кубка Европы по бегу на 10 000 метров 2023 года в личном первенстве. Плановое количество участников, установленное Европейской легкоатлетической ассоциацией в этом виде — 54. В случае, если к концу квалификационного периода норматив показало меньшее число спортсменок, European Athletics добирала их до нужного значения на основании рейтинга сезона.
Каждая страна имела возможность выставить на старт не более 5 легкоатлеток.

## Расписание
| Дата         | Время | Раунд соревнований |
| ------------ | ----- | ------------------ |
| 11 июня 2024 | 21:30 | Финал              |

Время местное (UTC+2:00)

## Результаты
Обозначения: WR — Мировой рекорд | ER — Рекорд Европы | CR — Рекорд чемпионатов Европы | NR — Национальный рекорд | WL — Лучший результат сезона в мире | EL — Лучший результат сезона в Европе | PB — Личный рекорд | SB — Лучший результат в сезоне | DNS — Не стартовала | DNF — Не финишировала | DQ — Дисквалифицирована

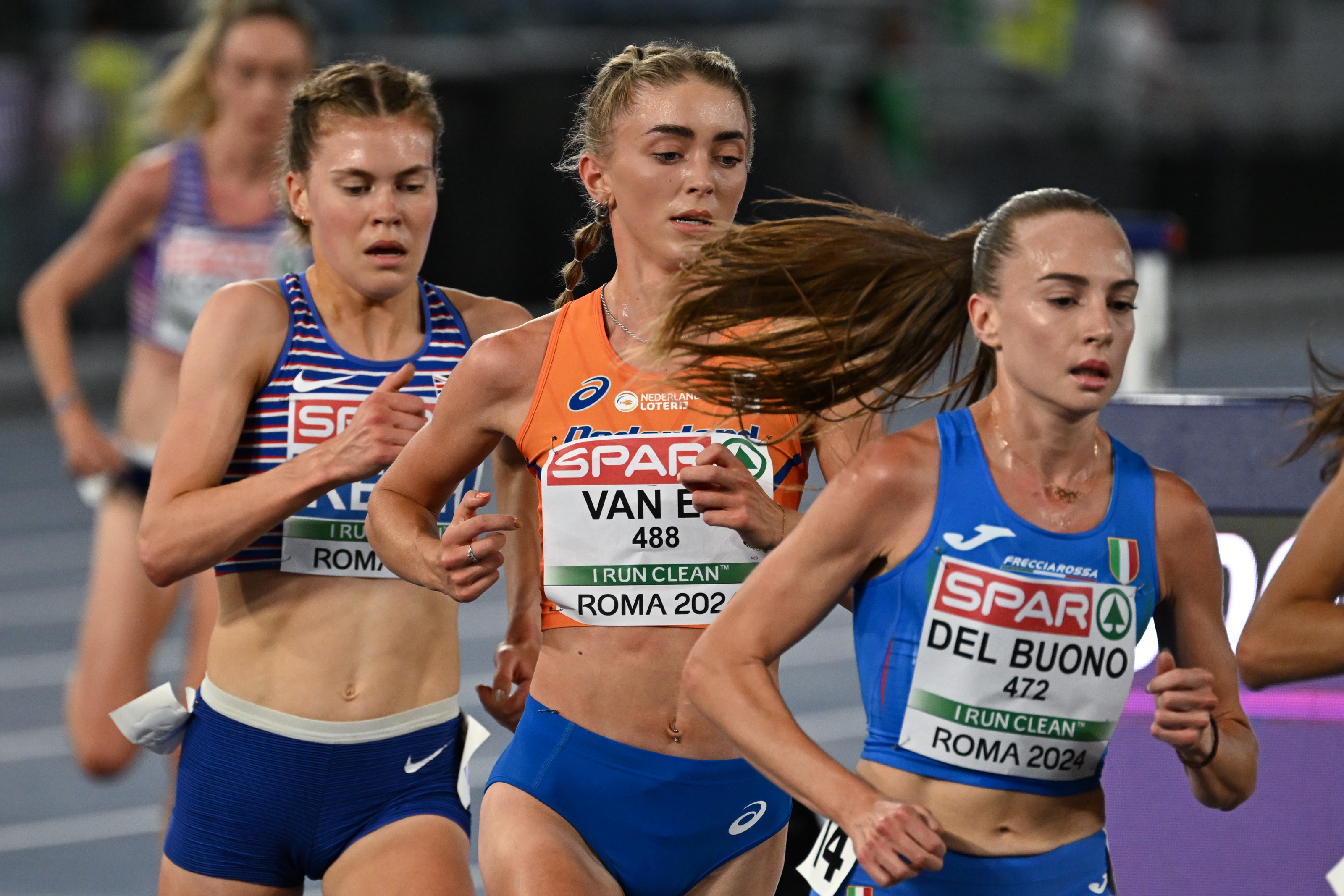
Меган Кит, Диана ван Эс, Федерика Дель Буоно на дистанции
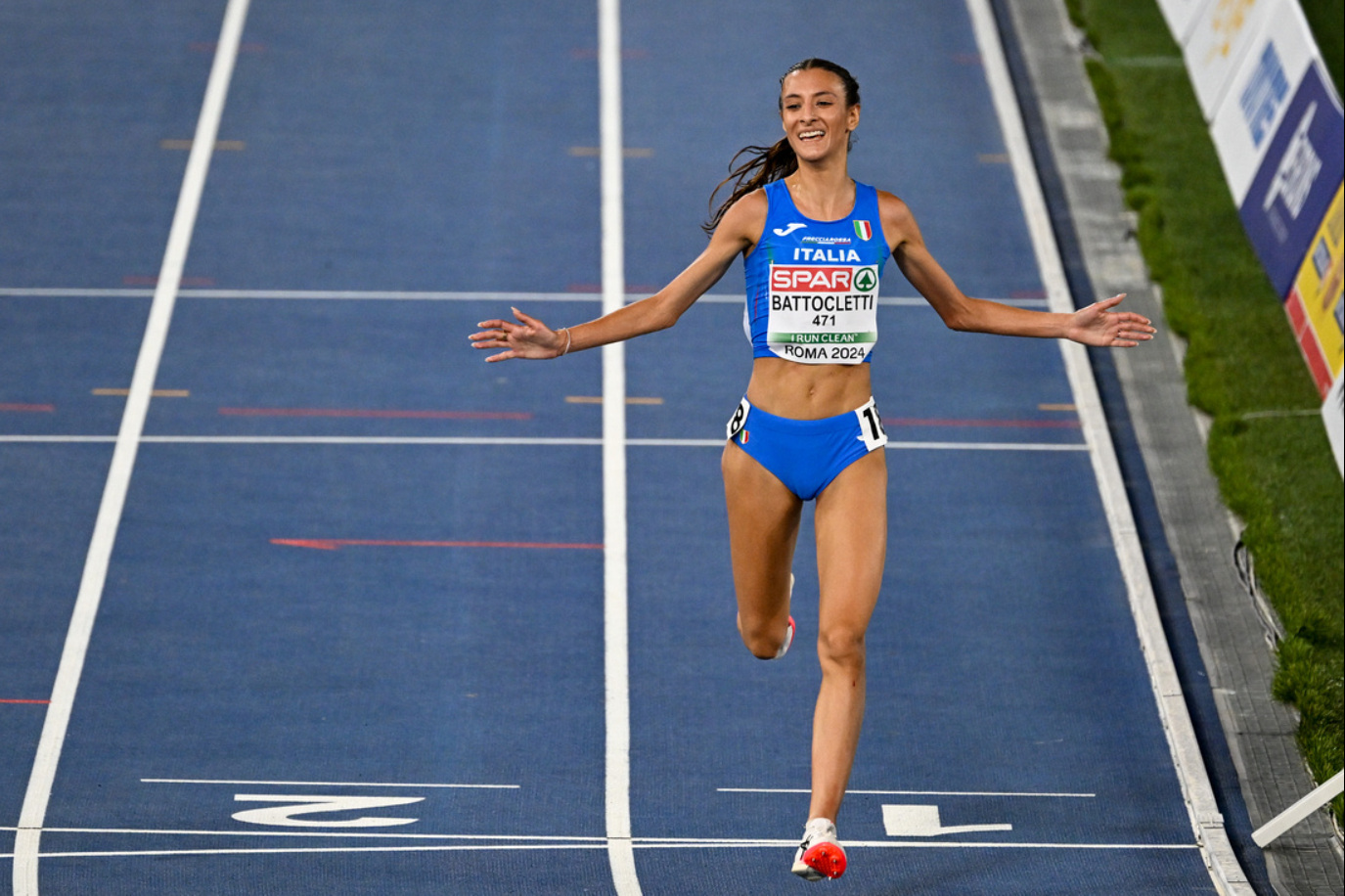
Победный финиш Нади Баттоклетти
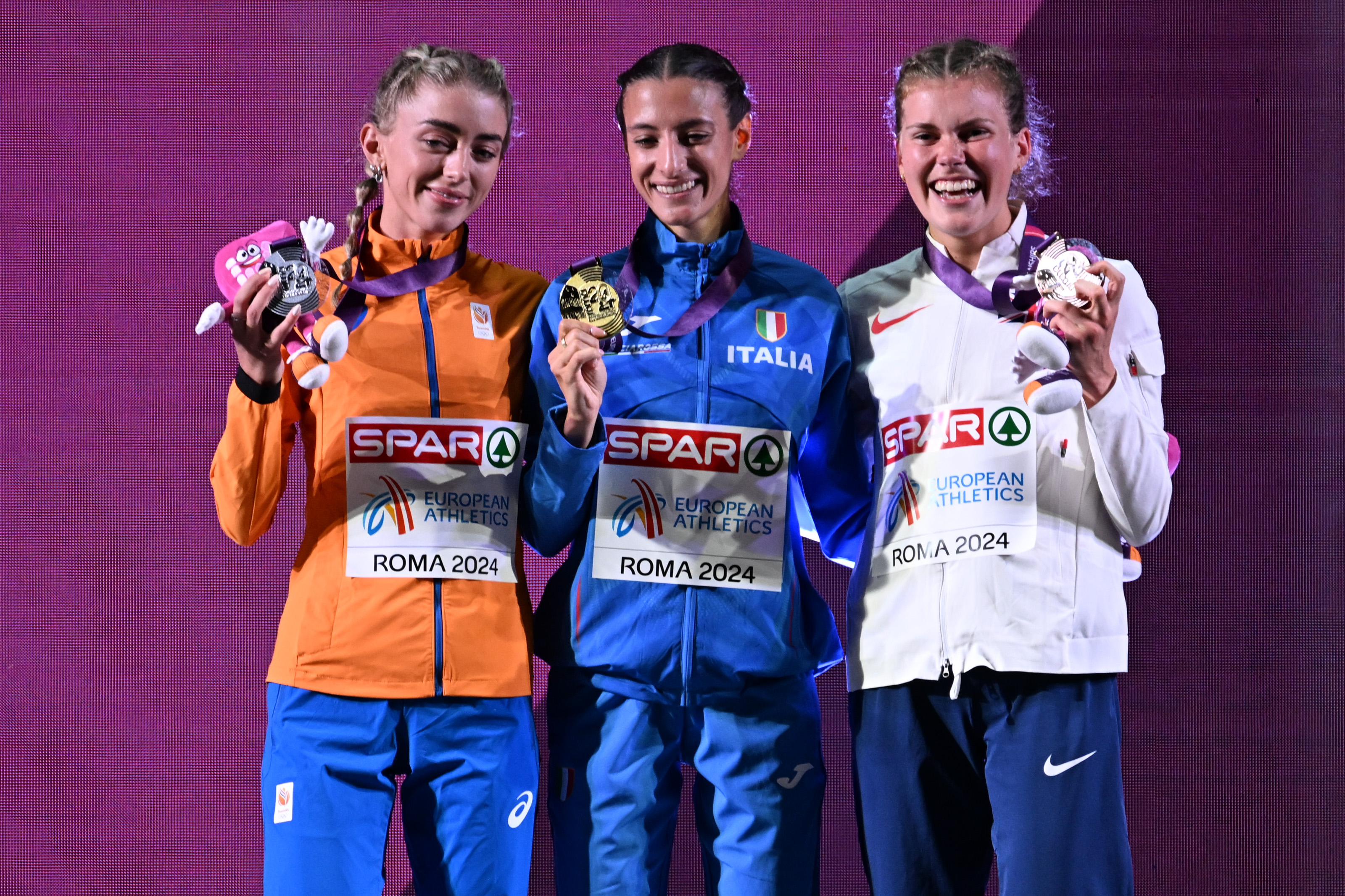
Призёры соревнований на пьедестале

Финальный забег состоялся 11 июня 2024 года. На старт вышли 33 участницы из 15 стран. Со старта в лидеры вышла Клара Лукан из Словении. Её темп к середине дистанции смогли поддерживать лишь 5 соперниц. Первой из борьбы выбыла серебряный призёр прошлого чемпионата британка Эйлиш Макколган, сошедшая после 6 км. После отметки 7 км справиться со скоростью, увеличившейся стараниями итальянки Нади Баттоклетти, не смогла уже сама Лукан, а также Федерика Дель Буоно. Лидирующая группа сократилась до трёх человек. Вместе с Баттоклетти смогли удержаться Диана ван Эс из Нидерландов и Меган Кит из Великобритании. В отличие от бега на 5000 метров, который итальянская легкоатлетка выиграла в первый день чемпионата (7 июня), на дистанции 10 000 метров она не стала дожидаться заключительной прямой для начала ускорения. Баттоклетти начала длинное финишное набегание за 2 круга до финиша, благодаря чему оторвалась от своих соперниц. Ван Эс финишировала второй с отставанием в 6 секунд, Кит проиграла чемпионке 13 секунд.
Надя Баттоклетти установила новый национальный рекорд (30:51.32), побив достижение 2000 года, принадлежавшее Мауре Вичеконте (31:05.57). Она стала четвёртой женщиной, сделавшей победный дубль 5000 + 10 000 метров на одном чемпионате Европы. Прежде это удавалось Соне О’Салливан в 1998 году, Эльван Абейлегессе в 2010 году и Ясемин Джан в 2016 году.
| Место | Спортсменка                 | Страна         | Результат | Примечания |
| ----- | --------------------------- | -------------- | --------- | ---------- |
| 1     | Надя Баттоклетти            | Италия         | 30:51.32  | NR         |
| 2     | Диана ван Эс                | Нидерланды     | 30:57.24  | PB         |
| 3     | Меган Кит                   | Великобритания | 31:04.77  |            |
| 4     | Федерика Дель Буоно         | Италия         | 31:25.41  | PB         |
| 5     | Клара Лукан                 | Словения       | 31:34.90  |            |
| 6     | Элиза Пальмеро              | Италия         | 31:38.45  | PB         |
| 7     | Ясмейн Лау                  | Нидерланды     | 32:15.91  | PB         |
| 8     | Нина Чюдениус               | Финляндия      | 32:16.85  | PB         |
| 9     | Лиза Меркель                | Германия       | 32:17.24  |            |
| 10    | Хлоэ Эрбье                  | Бельгия        | 32:17.88  |            |
| 11    | Яна ван Лент                | Бельгия        | 32:35.23  |            |
| 12    | Алисия Берсоса              | Испания        | 32:37.60  | PB         |
| 13    | Силке Йонкман               | Нидерланды     | 32:38.73  | SB         |
| 14    | Лаура Приего                | Испания        | 32:40.25  | PB         |
| 15    | Лилла Бём                   | Венгрия        | 32:41.41  | PB         |
| 16    | Анастасия Маринаку          | Греция         | 32:42.34  |            |
| 17    | Ханне Маридаль              | Норвегия       | 32:50.62  | PB         |
| 18    | Верле Баккер                | Нидерланды     | 33:07.14  |            |
| 19    | Ева Дитерих                 | Германия       | 33:17.78  |            |
| 20    | Аника Томпсон               | Ирландия       | 33:19.42  |            |
| 21    | Валентина Джеметто          | Италия         | 33:23.43  |            |
| 22    | Бояна Беляц                 | Хорватия       | 33:48.63  | SB         |
| 23    | Дебора Шёнеборн             | Германия       | 33:48.90  | SB         |
| 24    | Дафни-Эфтихия-Тереза Лаваса | Греция         | 33:57.79  |            |
| 25    | Йонджа Кутлук               | Турция         | 34:01.21  |            |
| 26    | Лора Муни                   | Ирландия       | 34:03.94  |            |
| 27    | Лиза Шайн                   | Словения       | 34:13.15  |            |
| 28    | Ясна Петрова                | Болгария       | 34:56.89  |            |
| 29 !  | Бахар Аталай                | Турция         | DNF       |            |
| 29 !  | Джессика Уорнер-Джудд       | Великобритания | DNF       |            |
| 29 !  | Дженнифер Гюликерс          | Нидерланды     | DNF       |            |
| 29 !  | Эйлиш Макколган             | Великобритания | DNF       |            |
| 29 !  | Анна Арнаудо                | Италия         | DNF       |            |